# الخاندرو لیکونا
الخاندرو لیکونا (انگلیسی: Alejandro Licona؛ زادهٔ ۱ ژانویهٔ ۱۹۵۳) نویسنده، و فیلم‌نامه‌نویس اهل مکزیک است.